# Біорель
Біоре́ль (фр. Bihorel) — муніципалітет у Франції, у регіоні Нормандія, департамент Приморська Сена. Населення — 8199 осіб (01.01.2021).
Муніципалітет розташований на відстані близько 115 км на північний захід від Парижа, 2 км на північний схід від Руана.

## Історія
До 2015 року муніципалітет перебував у складі регіону Верхня Нормандія. Від 1 січня 2016 року належить до нового об'єднаного регіону Нормандія.
1 січня 2012 року об'єднався з Буа-Гійом в новий муніципалітет Буа-Гійом-Біорель, але 31 грудня 2013 року муніципалітети знову розділилися.

## Демографія
Динаміка населення (INSEE ):
Розподіл населення за віком та статтю (2006):
| Стать | Всього | До 15 років | 15-24 | 25-44 | 45-64 | 65-85 | Понад 85 |
| --- | ------ | ----------- | ----- | ----- | ----- | ----- | -------- |
| Чоловіки | 3685   | 727         | 459   | 855   | 975   | 616   | 53       |
| Жінки | 4780   | 793         | 569   | 1100  | 1169  | 1076  | 73       |
| \| Статево-вікова піраміда \| Статево-вікова піраміда \| Статево-вікова піраміда \| \| ----------------------- \| ----------------------- \| ----------------------- \| \| Чоловіки \| Вік \| Жінки \| \| 53 \| 85 + \| 73 \| \| 133 \| 80-84 \| 208 \| \| 145 \| 75-79 \| 305 \| \| 181 \| 70-74 \| 295 \| \| 157 \| 65-69 \| 268 \| \| 192 \| 60-64 \| 206 \| \| 247 \| 55-59 \| 310 \| \| 268 \| 50-54 \| 367 \| \| 268 \| 45-49 \| 286 \| \| 308 \| 40-44 \| 376 \| \| 169 \| 35-39 \| 271 \| \| 238 \| 30-34 \| 206 \| \| 140 \| 25-29 \| 247 \| \| 184 \| 20-24 \| 238 \| \| 275 \| 15-20 \| 331 \| \| 265 \| 10-14 \| 282 \| \| 226 \| 5-9 \| 261 \| \| 236 \| 0-4 \| 250 \| |        |             |       |       |       |       |          |
| Статево-вікова піраміда |        |             |       |       |       |       |          |
| Чоловіки | Вік    | Жінки       |       |       |       |       |          |
| 53 | 85 +   | 73          |       |       |       |       |          |
| 133 | 80-84  | 208         |       |       |       |       |          |
| 145 | 75-79  | 305         |       |       |       |       |          |
| 181 | 70-74  | 295         |       |       |       |       |          |
| 157 | 65-69  | 268         |       |       |       |       |          |
| 192 | 60-64  | 206         |       |       |       |       |          |
| 247 | 55-59  | 310         |       |       |       |       |          |
| 268 | 50-54  | 367         |       |       |       |       |          |
| 268 | 45-49  | 286         |       |       |       |       |          |
| 308 | 40-44  | 376         |       |       |       |       |          |
| 169 | 35-39  | 271         |       |       |       |       |          |
| 238 | 30-34  | 206         |       |       |       |       |          |
| 140 | 25-29  | 247         |       |       |       |       |          |
| 184 | 20-24  | 238         |       |       |       |       |          |
| 275 | 15-20  | 331         |       |       |       |       |          |
| 265 | 10-14  | 282         |       |       |       |       |          |
| 226 | 5-9    | 261         |       |       |       |       |          |
| 236 | 0-4    | 250         |       |       |       |       |          |

## Економіка
У 2007 році серед 5218 осіб у працездатному віці (15-64 років) 3758 були активні, 1460 — неактивні (показник активності 72,0%, у 1999 році було 70,2%). З 3758 активних працювало 3448 осіб (1620 чоловіків та 1828 жінок), безробітних було 310 (169 чоловіків та 141 жінка). Серед 1460 неактивних 606 осіб було учнями чи студентами, 532 — пенсіонерами, 322 були неактивними з інших причин.
У 2008 році у муніципалітеті числилось 3843 оподатковані домогосподарства, у яких проживали 8722 особи, медіана доходів виносила 21 472 євро на одного особоспоживача.